# 리친

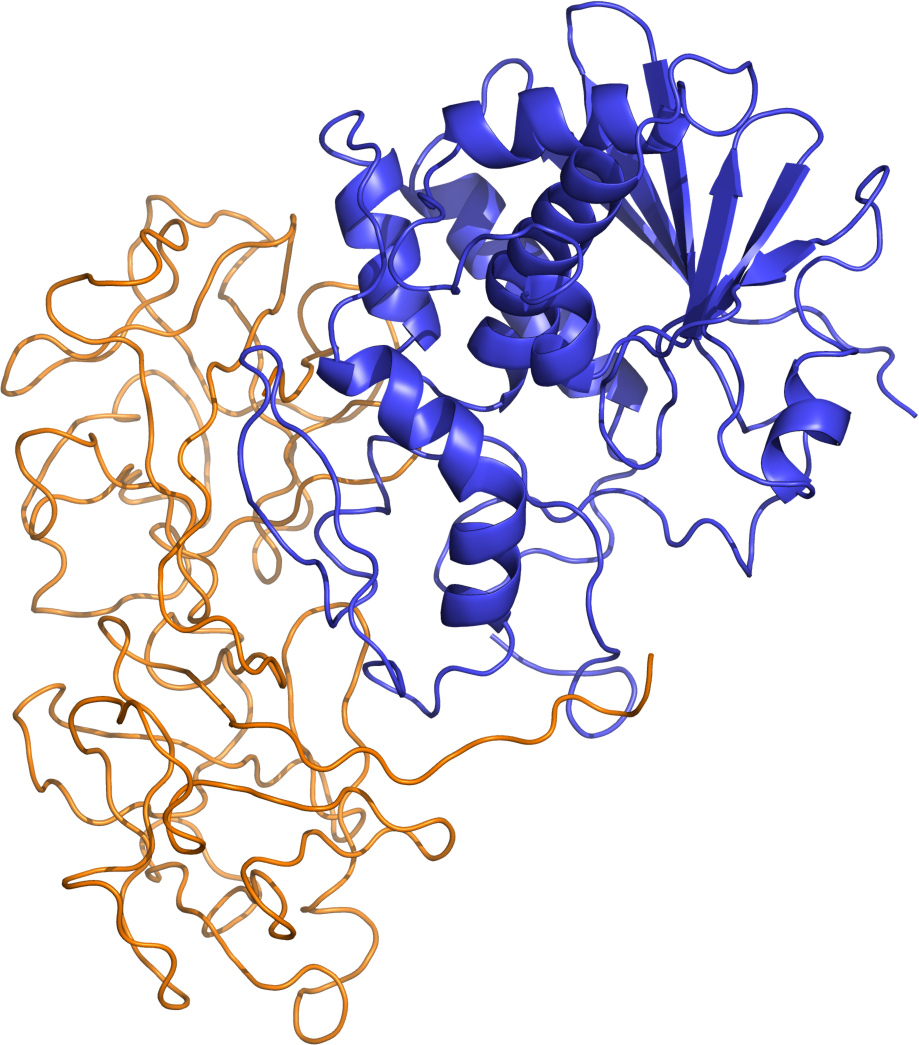
리친의 구조

리친(ricin) 또는 리신, 라이신은 피마자 씨앗 등에 포함된 독성 식물성 단백질이며 자연적으로는 렉틴 등에서 채취된다.

## 역사
역사상 가장 오래된 독극물은 리친이다. 리친은 남아프리카공화국 신석기시대 동굴 유적에서 발견됐다. 2만년 전 것으로 추정되는 나무막대에 리친 성분이 묻어 있었다. 독극물을 바른 돌 화살촉을 막대에 매달아 사냥에 활용한 것으로 추정된다. 동굴 주변에서는 지금도 독화살 사냥이 이뤄진다.
리친은 아주까리(피마자) 열매에서 추출한다. 기름을 짜내고 남은 찌꺼기에 있다. 미국과 영국은 2차대전 당시 리친 무기를 만들었으나 쓰지는 않은 것으로 알려졌다. 기름을 짤 때 열을 가하면 독성이 모두 없어지므로 식용 피마자유는 안전하다.
지상 최강의 독으로 불리는 보툴리누스균에 필적하는 독성을 갖고 있다.

## 증상
리신이 인체에 섭취되면 세포의 리보솜과 결합하여 단백질 합성을 저해하여 세포를 죽인다. 리신을 많이 섭취하거나 주사할 경우 내장기관에 혈액 손실을 일으키고 죽음 에 이르게 한다. 이 특성으로 인해 대량살상무기로도 사용된다.

## 테러관련
1971년 소련 당국은 리친이라는 독극물로 소련 반체제 작가 알렉산드르 솔제니친에 대한 암살을 시도했지만 실패했다. 1971년 노벨문학상을 받았다.
1978년 9월 7일, 영국 런던에서 발생한 우산총 암살사건에도 이 독이 사용된 것으로 드러났다. 불가리아의 반체제 인사 게오르기 마르코프는 그날 저녁 무렵 런던 거리를 걷다가 행인의 우산에 오른쪽 허벅지를 찔렸다. 통증은 금방 사라졌다. 다음날 새벽 고열에 시달리기 시작했다. 병원으로 옮겨졌을 때는 이미 백혈구가 급속히 증가해 패혈증으로 발전해 있었다. 병원에서는 손 쓸 방법이 없었고, 그는 4일 만에 숨을 거뒀다. 시신 해부 결과 대퇴부에서 직경 1.5㎜의 금속 탄알이 발견됐다. 탄알에는 맹독인 '리신'이 들어있었다.
2004년 2월 2일, 미국 상원 건물에서 발견된 백색가루가 치명적인 독성을 가진 리신(ricin)에 양성반응을 보였다고 미국 의사당 경찰 책임자 테런스 게이너가 밝혔다.
2008년 12월 26일, 주한 미국 대사관에 정체를 알 수 없는 백색가루가 든 편지봉투가 배달돼 대테러당국이 긴장했다. 이 편지 봉투에는 미국 텍사스주의 소인이 찍혀 있었고, 정체를 알 수 없는 백색 가루가 새어 나왔다. 백색가루는 탄저균, 리신일 수 있다. 한국 정부에 비상이 걸려 질병관리본부가 검사를 했는데, 밀가루로 밝혀졌다. 리신 독소, 탄저병, 두창(천연두), 페스트(흑사병), 툴라레미아(야토병), 보틀리늄독소 등 기본적인 6개의 화학테러 물질에 음성반응을 보였다. 12월 8일부터 전세계 미국대사관 18곳에 백색가루가 배달돼, 16개는 밀가루 등 무해 물질로 판명됐으나 체코 프라하와 일본 도쿄에 배달된 백색가루에선 리신 성분이 검출됐다.
2011년, 조지아주의 극우조직원 4명이 법무부, 총기규제 당국을 겨냥해 리친 테러를 모의하다가 미연방수사국(FBI)에 체포되었다. 리친은 사이안화물(Cyanide, 청산가리)보다 6천배 강력한 생물학 작용제로, 알려진 해독제가 없는 것으로 알려졌다.
2013년, 텍사스의 한 여성이 버락 오바마 당시 대통령 앞으로 리친이 담긴 우편물을 보내 징역 18년을 선고받았다. 리친 액체나 결정체, 가루를 사람이 복용하거나 흡입하면 처음엔 멀쩡하다가 몇 시간 뒤 열과 구토, 기침 증세가 나타나고 폐와 간, 신장 면역체계가 무력화하면서 36~72시간 안에 죽게 된다.
2018년, 미 국방부 앞으로 리친으로 의심되는 식물의 씨앗이 발송됐다. 리친을 섭취하면 메스꺼움과 구토를 느끼는 동시에 위와 장에서 내부 출혈이 일어나고 간·비장·신장 기능 부전, 순환계의 붕괴로 이어져 사망에 이른다. 리친은 분말, 알약, 스프레이 형태로 제조돼 생화학 테러 등에 쓰인다.
2018년 6월 14일, 독일 검찰은 극단적 이슬람주의자가 치명적 독극물 리신으로 독일에서 공격하려던 계획을 사전에 좌절시켰다고 말했다. 튀니지인을 체포했다.
2020년 9월 19일, CNN 등 외신은 지난주 백악관 트럼프 대통령 앞으로 생화학 테러에 사용되는 독극물 '리친'이 담긴 우편물이 이송되다 중간에 발각됐다고 보도했다.
로이터에 따르면 2018년에 한 차례, 2014년에 두 차례 미국 대통령에게 리친이 든 우편봉투가 발송된 일이 있었다.

## 같이 보기
- 2003년 리신 편지 - 조지 W. 부시 대통령의 백악관에 10월, 11월에 2회 리신 편지 발송
- 2013년 리신 편지 - 버락 오바마 대통령의 백악관에 1회 리신 편지 발송